# Juan José Soriano
Juan José Soriano Sánchez (Chiclana de la Frontera, Cádiz, España, 7 de marzo de 1944) es un exfutbolista español que se desempeñaba como lateral izquierdo.

## Clubes
| Club               | País   | Año       |
| ------------------ | ------ | --------- |
| Cádiz C. F.        | España | 1967-1975 |
| San Fernando C. D. | España | 1975-1976 |